# 桜洞城
桜洞城（さくらぼらじょう）は、飛騨国益田郡下呂郷桜洞（岐阜県下呂市萩原町）にあった日本の城。下呂市指定史跡。

## 概要
一般には『飛州志』の記述から戦国大名の三木直頼が築城したとされるが、異説として城址を調査した角竹喜登が『岐阜県史蹟名勝天然記念物調査報告書』第六回（1937年刊）において、直頼の祖父久頼以来の居城で、直頼・良頼の頃に完備したとした。

## 歴史
飛騨を支配した三木自綱が天正7年（1579年）に松倉城を築城して居城を移すまでの間、三木家の居城であったが、それ以後は松倉城の支城となって自綱の子信綱が城主となる。
しかし、信綱は謀反の疑いで松倉城にて誘殺された。以後の城主は不明であるが、冬の拠点として用いられて冬城とも呼ばれ、天正13年（1585年）に金森長近に攻められ落城。萩原諏訪城が築かれると廃城になった。

## 遺構
- 『飛州志』所載の城図によれば、かつては東西144メートル、南北180メートルの規模で、周囲を空堀に囲まれ、北と東にはさらに二重の空堀が存在した[2]。この城図や現在の遺構のしめすその形状は居館であり、別に詰の山城があったと考えられるが、見つかっていない[3]。
- 現在はJR高山本線の線路が跡地を通り、土塁の痕跡などがわずかに残る。城跡は下呂市の指定史跡となっている[4]。

## 交通
- JR高山本線・飛騨萩原駅から徒歩で約20分。